# Phytomyza tlingitica
Phytomyza tlingitica este o specie de muște din genul Phytomyza, familia Agromyzidae, descrisă de Griffiths în anul 1973. Conform Catalogue of Life specia Phytomyza tlingitica nu are subspecii cunoscute.